# كيفن أبرينج
كيفن أبرينج (بالهولندية: Kevin Abbring) مواليد 20 يناير 1989، هو سائق راليات هولندي سابق بدأ مسيرته في سنة 2007. كان أول رالي له هو رالي ألمانيا 2007. تسابق في بطولة العالم للراليات. تسابق في رالي التحدي عبر القارات.

## روابط خارجية
- كيفن أبرينج على موقع Rallye-info.com (الإنجليزية)
- كيفن أبرينج على موقع eWRC-results.com (الإنجليزية)